# Can Bernades Vell
Can Bernades Vell és una masia de Santa Perpètua de Mogoda (Vallès Occidental) inclosa a l'Inventari del Patrimoni Arquitectònic de Catalunya.
És una masia de dues plantes amb coberta a doble vessant de teula àrab. La porta d'ingrés és adovellada i les finestres són desiguals. Té un edifici adossat amb les mateixes característiques.